# Julius Habicht
Julius Habicht  (* 19. Januar 1874 in Elberfeld (heute Stadtteil von Wuppertal); † 1. Oktober 1912 Berlin) war ein deutscher Architekt, der als Baudirektor bei der Reichsbank arbeitete.

## Leben
Nach Schule, Architekturstudium und Referendariat im öffentlichen Bauwesen wurde Habicht nach dem bestandenen zweiten Staatsexamen zum Regierungsbaumeister (Assessor) ernannt. 1905 erhielt er eine Anstellung im Baubüro der Reichsbank, wo er bis zum Reichsbankbaudirektor aufstieg.
Die meisten Neubauten der Reichsbank entstanden zu dieser Zeit nach Habichts Entwürfen, es kam aber in einzelnen Fällen auch zu einer Zusammenarbeit des Reichsbank-Baubüros mit privaten Architekten.
Habichts Bankgebäude benutzen überwiegend Stilelemente der klassischen Antike wie z. B. Pilaster und Reliefplatten. Alle Reichsbankbauten heben sich aus der Menge der historistischen Bankgebäude als formal geschlossene Gruppe heraus; ihre Gestaltung vermittelte den gewünschten „Reichseinheitsgedanken“, steht aber auch in Zusammenhang mit den strikten Vorgaben des unter ökonomischen Aspekten aufgestellten Raumprogramms für alle Reichsbank-Filialen. Architekturkritiker bezeichnen den Stil auch als „Reichsbank-Historismus“. Beim plastischen Fassadenschmuck arbeitete Habicht ab 1908 auch mit dem Baukeramiker John Martens zusammen. Seit 1912 war Habicht Mitglied im Deutschen Werkbund.

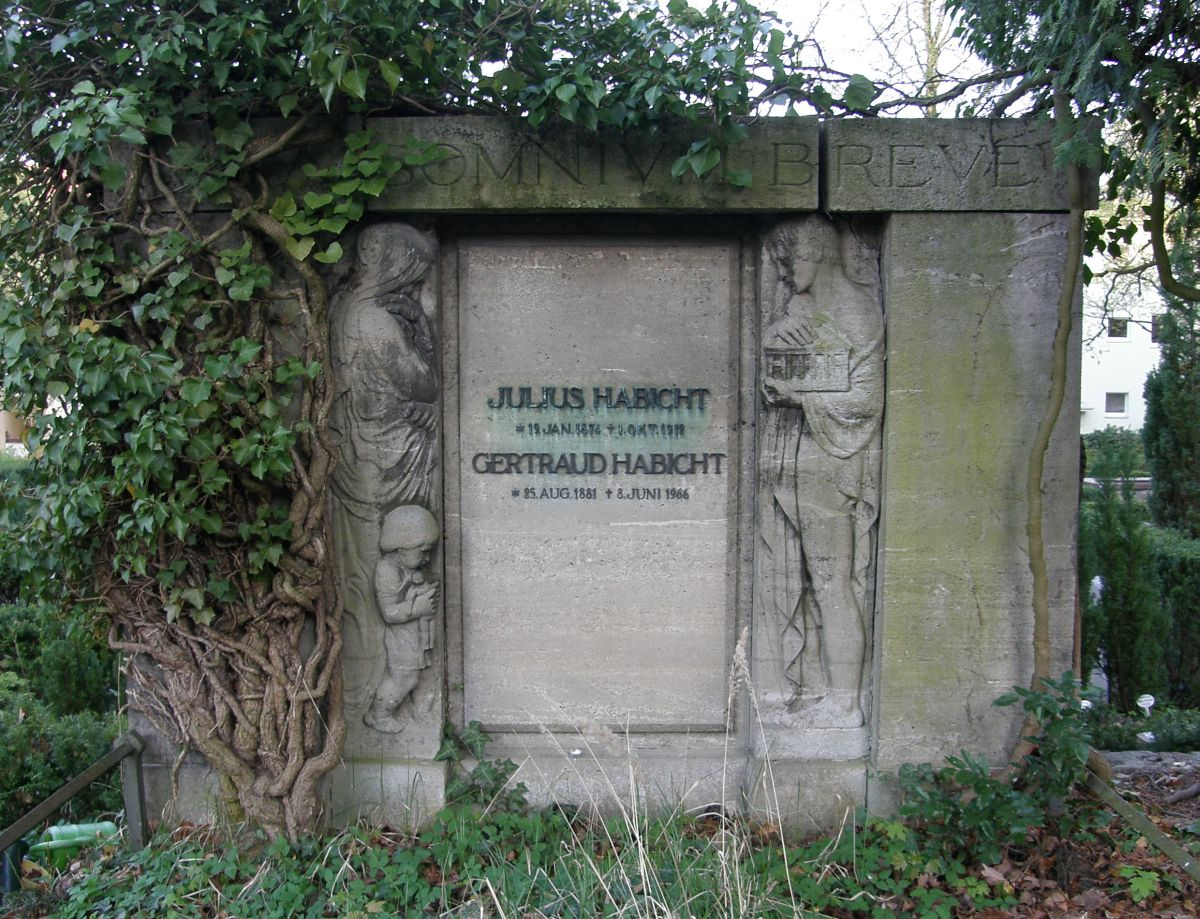
Grabmal der Familie Habicht in Schmargendorf

Der Architekt war verheiratet mit Gertraud Habicht (1881–1966). Nach seinem frühen Tod wurde er auf dem Friedhof Schmargendorf beigesetzt. Das Grabmal steht wegen der künstlerischen Ausführung durch den Bildhauer Josef Rauch unter Denkmalschutz.
Habichts Nachfolger im Reichsbank-Baubüro wurde Philipp Nitze.

## Werk
- 1906–1907: Reichsbank-Nebenstelle Schwäbisch Gmünd, Ledergasse 67 (2004 als Stadtvilla an Privateigentümer verkauft)[3]
- 1906: Reichsbank-Hauptstelle Thorn, heute Universitätsmuseum[4]
- 1906–1907 Reichsbank-Stelle Berlin-Charlottenburg
- 1907–1908: Wohnhaus für Carl von Grimm in Berlin-Westend, Platanenallee 14 (unter Denkmalschutz)[5]
- 1909–1910: Reichsbank-Hauptstelle Mannheim, Bauerstraße / Marienstraße
- 1910–1911: Reichsbank-Stelle Essen, An der Reichsbank 15 (im Zweiten Weltkrieg zerstört, auf gleichem Grundriss modern wiederaufgebaut)[6]
- 1911–1912: Reichsbank-Stelle Kattowitz
- 1912–1913: Reichsbank-Nebenstelle Rixdorf, Ganghoferstraße 2 (unter Denkmalschutz)[7]

Auch das 1900 bis 1907 erbaute und im Zweiten Weltkrieg zerstörte Gebäude der Rheinisch-Westfälische Bank für Grundbesitz AG (seit 1919 Mitteldeutsche Creditbank, seit 1929 Commerz- und Privatbank AG) in Essen wird Julius Habicht zugeschrieben.
In einem nach seinem Tod erschienenen Sonderdruck der Zeitschrift Der Profanbau sind folgende weitere Bauten erwähnt bzw. abgebildet:
- Reichsbanknebenstellen in Altena, Arnswalde, Briesen (Westpreußen), Elmshorn, Detmold, Eickel, Emmerich, Gnesen, Jauer, Goch, Hamborn, Kolberg, Hattingen, Langenbielau, Leer (Ostfriesland), Gladbeck, Langenberg (Rheinland), Lüneburg, Marienwerder, Mühlhausen (Thüringen), Neisse, Sonderburg, Schwelm, Stallupönen, Striegau, Rendsburg, Wittenberg, Offenburg, Oldenburg, Freiburg (Schlesien) und Tilsit (Memel).
- Reichsbankstellen in Elbing, Göttingen, Hagen und Siegen
- Reichsbankhauptstelle in Nürnberg
- Geschäftsgebäude der Bank für Handel und Industrie (Darmstädter Bank) in Neustadt an der Weinstraße